# 國立臺灣大學共同三松

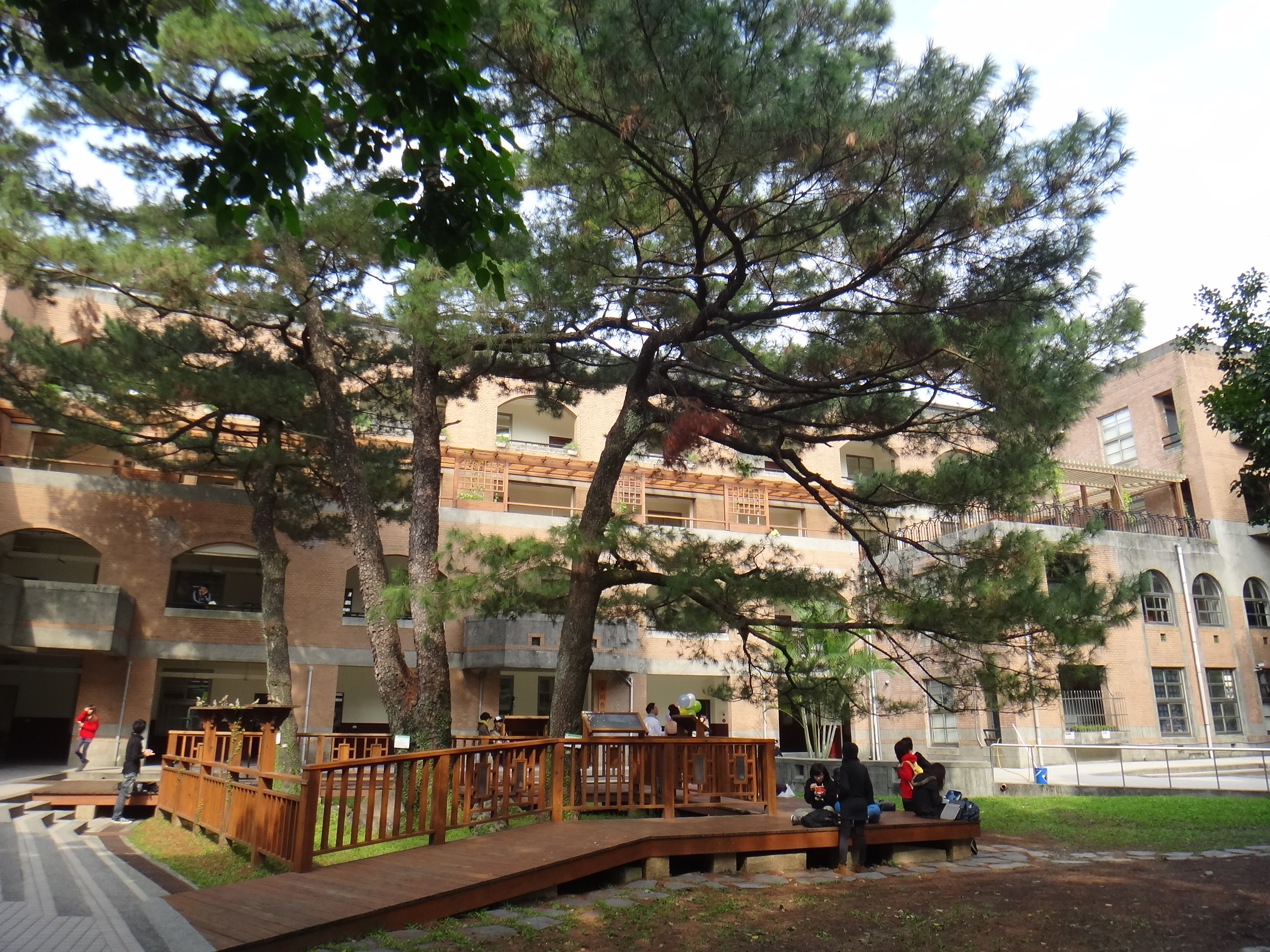
共同教學館（舟山路側）與共同三松

國立臺灣大學共同三松，簡稱臺大共同三松，是國立臺灣大學共同教學館前之三株琉球松，為臺大十二景之一。因為2005年臺大十二景票選活動的舉辦，於是三株琉球松及其周圍之環繞平臺空間，為師生稱作共同三松。

## 簡介

### 品種

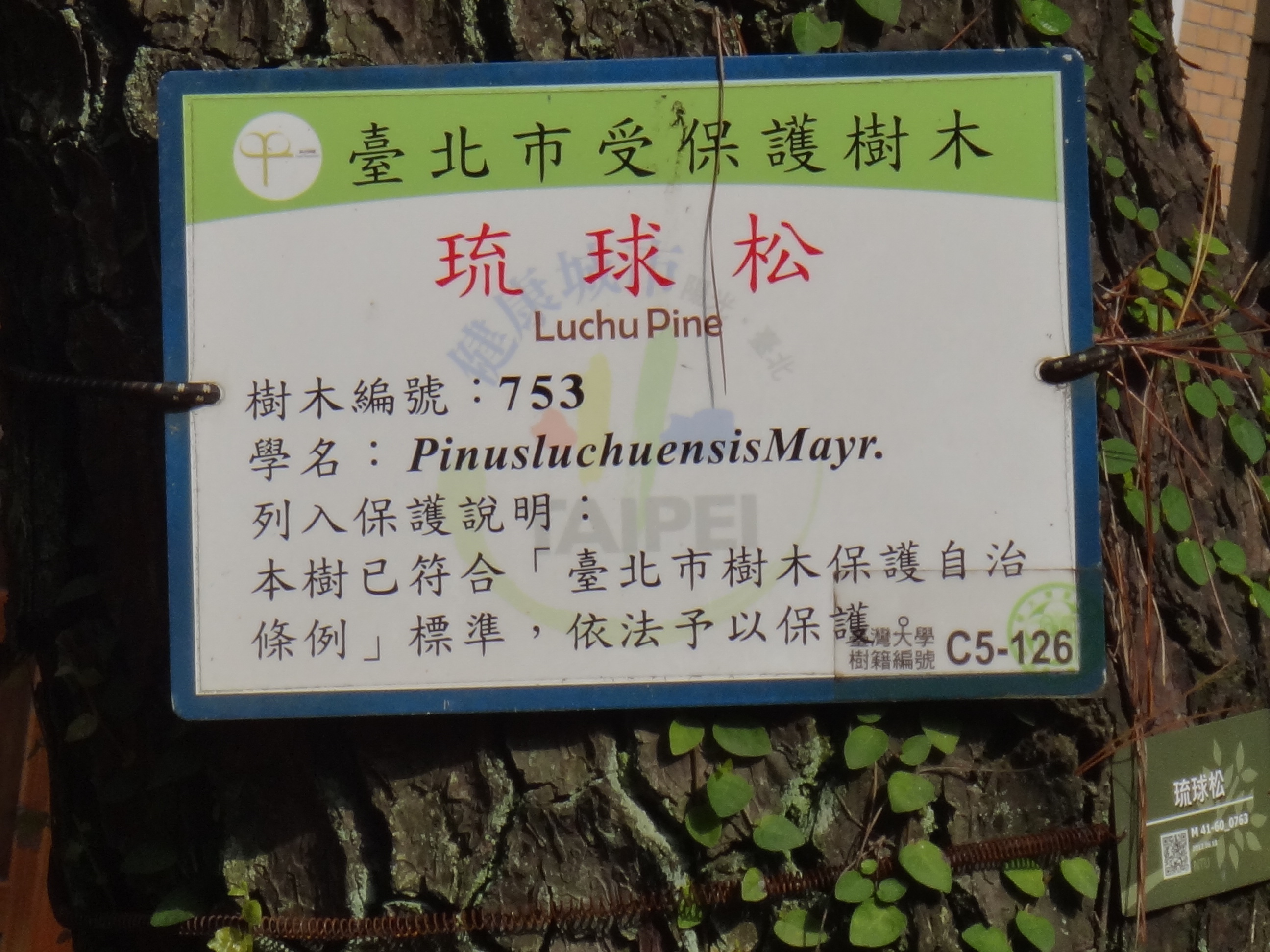
臺北市受保護樹木說明牌

三株皆為琉球松（Pinus luchuensis Mayr），於2010年至2011年間，被預估樹齡為80年。

### 環境
為保護此三株琉球松，臺大在其周圍設置高架平臺，並以木棧道連結之。由於松樹具有生長愈高、枝葉愈向外伸展之特性，為配合植物特性，因此共同教學館在建築設計上呈現內縮形式。自2000年以來，臺大陸續在舟山路和周邊區域進行環境改造工事，如今在共同教學館前之三株琉球松的周圍區域，亦已成為臺大師生、到訪遊客的經常休憩地。
| 週遭建築                                                                                            |
| --------------------------------------------------------------------------------------------------- |
| - 共同教學館 - 小木屋鬆餅 - 鹿鳴堂 - 農產品展示中心 - 小小福 - 農業綜合大樓 - 生命科學館 - 行政大樓 |

### 現狀
三株琉球松中，已有兩株被列為臺北市政府文化局的「受保護樹木」。樹籍編號分別為「10615-00048」、「10615-00047」。

## 附註
1. ↑  . 國立臺灣大學.   [2021-02-15]. （原始内容存档于2020-09-11）.

## 外部連結
（繁體中文）受保護樹木—臺北市政府文化局 （页面存档备份，存于）